# معبد ایزوسان
معبد ایزوسان (به ژاپنی: 伊豆山神社 Izusan Shrine)، یک معبد شینتویی در شهر آتامی، شیزوئوکا در استان شیزوئوکا، ژاپن است. این زیارتگاه در تاریخ طولانی خود با نام‌های زیادی شناخته شده است سوتو جینجا (走湯神社) هر ساله در ۱۵ آوریل برگزار می‌شود.